# Filippo Arrighetti
Pour les articles homonymes, voir Arrighetti.
Filippo Arrighetti, né à Florence en 1582 et mort à Padoue le 27 novembre 1662 est un philosophe, philologue classique et académicien italien.

## Biographie
Gentilhomme florentin, né en 1582, fit ses études dans l’Université de Pise, et ensuite dans celle de Padoue, où il apprit la langue grecque, la philosophie d’Aristote et de Platon, sous les plus célèbres professeurs : il prit ses degrés en théologie dans l’Université de Florence. Peu après, le pape Urbain VIII le nomma chanoine pénitencier de la cathédrale de la même ville ; il fut ensuite examinateur synodal jusqu’à sa mort, arrivée le 27 novembre 1662. Arrighetti était un des membres les plus distingués de l’Académie Florentine, et de celle des Alterati, dans lesquelles il prenait le nom de Fiorito, et pour devise un raisin en fleur avec ces mots grecs : ΔΟΤΕ ΛΥΑΙΟΝ.

## Œuvres
Ses différents ouvrages sont restés manuscrits. Giulio Negri en a donné la liste. On y distingue :
- La Retorica d’Aristotile, expliquée en cinquante-six leçons ;
- La Poetica d’Aristotile, traduite, expliquée et récitée dans l’académie des Svogliati de Pise ;
- Quattro Discorsi accademici, cioè del Piacere, del Riso, dell’Ingegno, e dell’Onore, récités dans l’Académie Florentine ;
- Sermoni sacri, volgari, e latini, prononcés dans diverses églises ou assemblées de Florence ;
- Vita di S. Francesco Saverio, extraite de la relation faite dans le consistoire par François-Marie, cardinal del Monte.